# Sobriquets des personnalités politiques au Québec
Les sobriquets des politiciens au Québec sont les surnoms (dans le cas d'espèce, il s'agit de sobriquets) donnés aux personnalités politiques, spécialement aux premiers ministres du Québec.

## Premiers ministres du Canada
- Wilfrid Laurier premier ministre du Canada 1896 à 1911: "silver-tongued" (langue d'argent), attribué par le journal Montreal Star en 1886 et qui a suivi sa carrière par la suite[1].
- Louis St-Laurent (premier ministre du Canada de 1948 à 1957): « Oncle Louis » (initialement (en) Uncle Louis dans les médias anglophones)
- Pierre Elliott Trudeau (premier ministre du Canada de 1968 à 1979 et de 1980 à 1984) : « Pet » ou « Ti-Pet » (« PET » : initiales de Pierre Elliott Trudeau. René Lévesque ayant été au pouvoir en même temps que Pierre Elliott Trudeau, les deux étaient respectivement surnommés « Ti-Poil » et « Ti-Pet ».)
- Brian Mulroney (premier ministre du Canada de 1984 à 1993) : 
  - « Lyin' Brian » (du verbe (en) lying, mentir, allusion à ses propos parfois à double sens)
  - « Le p'tit gars de Baie-Comeau » (car né à Baie-Comeau)
- Jean Chrétien (premier ministre du Canada de 1993 à 2003) : 
  - « Le p'tit gars de Shawinigan » (car né à Shawinigan; il a parfois utilisé ce surnom pour se désigner lui-même.)
  - « Ti-Jean »

## Premiers ministres du Québec
- Maurice Duplessis (1936 à 1939 et 1944 à 1959) : « Le Chef » (souvent prononcé « Le Cheuf », de façon à imiter l'ancien joual). Ce surnom était souvent utilisé pour évoquer le prétendu despotisme de Duplessis. Cependant, il avait apparemment l'habitude d'utiliser ce surnom pour parler de lui-même.
- Daniel Johnson (père) (1966 à 1968) : « Danny Boy ». Ce surnom lui fut attribué à la suite d'une caricature faite par le caricaturiste Normand Hudon, avant même que Daniel Johnson ne prenne le pouvoir, où il était représenté comme un cow-boy comique.
- Robert Bourassa (1970 à 1976 et 1985 à 1994) :
  - « Boubou » (ce surnom a inspiré le terme Boubou Macoutes)
  - « Le mangeur de hot dogs » (surnom inventé par Pierre Elliot Trudeau, premier ministre du Canada)
  - « L'homme le plus détesté du Québec » (surnom utilisé par les historiens pour faire référence à l'impopularité de Robert Bourassa entre ses deux premiers mandats et l'arrivée au pouvoir de René Lévesque et du Parti québécois en 1976)
- René Lévesque (1976 à 1985) :  « Ti-Poil » (allusion à ses cheveux)
- Jacques Parizeau (1994 à 1995) : « Monsieur » (référence à sa fierté et à son allure aristocratique) : En 2003, un documentaire sur Parizeau fut intitulé Monsieur.
- Lucien Bouchard (1996 à 2001) : « Lulu »
- Jean Charest (2003 à 2012):
  - « Patapouf » ou « Patapouf Premier » (ce surnom de clown provient d'une rumeur, que Jean Charest a démentie, selon laquelle c'était le surnom que lui donnait son épouse. Ce surnom a été utilisé la première fois dans une campagne visant à renverser le gouvernement Charest, intitulée Destituons Patapouf !, qui a pris la forme d'une pétition entre 2003 et 2004. « Patapouf Premier » est une variante dépeignant Jean Charest comme un monarque despotique.)
  - « Le Frisé » (allusion à ses cheveux, ce surnom vient d'une chanson de Mononc' Serge concernant Jean Charest)
  - « Le Mouton » (allusion à ses cheveux.)
  - « Le P'tit Saint-Jean-Baptiste » (surnom dû à sa date de naissance, le 24 juin, qui s'avère être la journée de la Saint-Jean-Baptiste, jour de la Fête nationale du Québec)
- Pauline Marois (2012 à 2014):
  - « La dame de béton » (surnom attribué à la suite de sa résilience face à une vague de démissions et de reproches contre elle provenant de son parti en 2011 à 2012 alors qu'elle était dans l'Opposition)[2].
  - « La Castafiore » (surnom attribué par les partisans adverses à son parti pour son allure hautaine ainsi que sa résidence de l'île Bizard ressemblant au château de Moulinsart, dans Tintin)

## Autres personnalités politiques
- Camillien Houde (Maire de Montréal des années 1920 aux années 1950) : Monsieur Montréal
- Mario Dumont (ex-chef de l'Action démocratique du Québec) : 
  - « Super Mario » (se réfère au personnage de jeux vidéo Mario de Super Mario Bros. Le groupe de rap Loco Locass a d'ailleurs composé une chanson nommée Super Mario en référence à Mario Dumont.)
- Pierre Bourque, ancien directeur du Jardin botanique de Montréal devenu plus tard maire de la ville : « Géranium 1er », sobriquet dont il fut affublé par le caricaturiste Serge Chapleau.

## Autres personnalités
- Pacifique Plante (avocat criminaliste des années 1940 aux années 1950) : « Pax Plante » (clin d'œil à pax, mot latin signifiant paix, car ce dernier avait promis de « nettoyer » Montréal du crime organisé, y ramenant la paix en quelque sorte)